# پترین
پترین (به انگلیسی: Pterin) یک ترکیب شیمیایی با شناسه پاب‌کم ۷۳۰۰۰ است. که جرم مولی آن ۱۶۳٫۱۳۷ g/mol می‌باشد. 

## نگارخانه

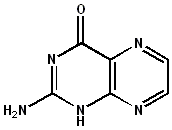
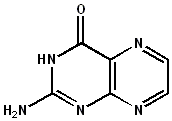
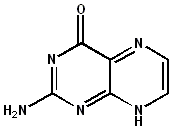
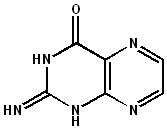
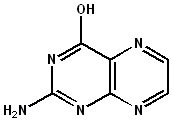